# Emilio Pasquini
Emilio Pasquini (Padova, 26 gennaio 1935 – Bologna, 3 novembre 2020) è stato un filologo e storico della letteratura italiano.
Fu professore emerito presso l'Alma Mater Studiorum - Università degli Studi di Bologna, dove tenne l'insegnamento di Letteratura italiana. Allievo di Raffaele Spongano, di Umberto Bosco e di Gianfranco Contini, fu fra i maggiori studiosi italiani di Dante, e si occupò di aspetti rilevanti della cultura tre-quattrocentesca, fornendo importanti contributi filologici.

## Biografia
Nato a Padova nel 1935, si laureò a Bologna in Letteratura italiana nel 1956, divenendo poi professore di ruolo nei licei dal ‘59 al ‘61. Fra il 1961 e il 1966 entrò a far parte del Centro studi di filologia italiana dell'Accademia della Crusca. Libero docente di Letteratura italiana dal 1967, nel 1975 divenne professore ordinario di Letteratura italiana nella Facoltà di Lettere e Filosofia dell'Università di Bologna, e fu dal 1996 al 2002 Direttore del Dipartimento di Italianistica dello stesso Ateneo.
Dal 1986 fu Presidente della Commissione per i testi di lingua. Fece parte del Consiglio Direttivo dell'Istituto di studi pirandelliani, e dal giugno 2005 fu membro onorario della Dante Society of America. Il 26 settembre 2007 venne eletto Presidente della Società Dantesca Italiana, incarico ricoperto fino al 2012. Nell'ottobre 2012 divenne Presidente generale dell'Accademia delle Scienze dell'Istituto di Bologna.
Collaboratore dell'Enciclopedia dantesca e di varie riviste specialistiche, fu studioso dei primi secoli della Letteratura italiana (specie Dante, Petrarca e i trecentisti minori), ma anche del Cinquecento e dell'Ottocento. Filologo e storico della cultura, fu autore di oltre trecento pubblicazioni: in particolare, l'edizione critica delle Rime del Saviozzo (1965) e il complesso delle ricerche sul “secolo senza poesia”, in parte confluite nel volume Le botteghe della poesia. Studi sul Tre-Quattrocento italiano (Bologna, Il Mulino, 1991); i capitoli sulle Origini nella Letteratura italiana (Laterza, 1970) e sul Due-Quattrocento nella Storia della letteratura italiana (Salerno editrice, Roma 1995-96); il commento alla Commedia dantesca in collaborazione con A. E. Quaglio (1982-86); varie letture di canti o su temi della Commedia, ivi comprese le tante voci lessicali nell'Enciclopedia dantesca, un ventaglio di indagini confluito nel volume Dante e le figure del vero (Milano, Bruno Mondadori, 2001) e nella recentissima Vita di Dante. I giorni e le opere (Milano, Rizzoli, 2007); i sondaggi sui Trionfi del Petrarca in vista dell'edizione nazionale (Preliminari, 1975; Fra l'autografo e i testimoni di collazione, 1999, la riproposta delle Opere italiane nel Casanatense 924, Modena, Panini, 2006, ecc.); i vari studi sul Rinascimento (Una “bucolica” anonima, 1967, 1968 e 1980; Echi minori nel Boiardo lirico e bucolico, 1970; commento ai Ricordi del Guicciardini, 1975 e 1984 in terza ed. accresciuta); quelli sul Leopardi (di cui nel 2000 ha anche edito gli Appunti e ricordi) e sullo Stendhal (Il “milanese” Stendhal e le polemiche linguistiche del primo Ottocento in Italia, 1972), su Antonio Fiacchi (1984) e sul Carducci (1985), poi anche sullo Zambrini (1989), questi ultimi, con altri contributi sul secolo XIX, confluiti nel volume Ottocento letterario. Dalla periferia al centro, Roma, Carocci, 2001. In occasione del centenario della morte di Giosuè Carducci pubblica il volume di Prose scelte del Carducci (Milano, Rizzoli, 2007).
Oltre alle edizioni critiche dei Trionfi del Petrarca (incompiuta) e delle Prediche bernardiniane del 1427, nonché delle Novelle del Sermini, studiò il rapporto tra Montale e Pirandello (tre studi su Satura, fra il 1985 e il 1996) e i Mottetti, quest'ultimo all'interno del Breviario dei classici italiani (Milano, Bruno Mondadori, 1996).
Fu Visiting Professor nelle Università di Perth (1974), Los Angeles UCLA (1986), Montréal (1988), Yale a New Haven (1990), Oxford (2001), e tenne cicli di lezioni in varie altre università, fra cui Paris VIII, Oxford, Odense, Dakar, Erevan e Gand in Belgio.

## Pubblicazioni
- Il capitolo dantesco del Saviozzo, in “Studi danteschi”, XXXVIII (1961), pp. 143-155.
- Un serventese inedito del Quattrocento, Massalombarda, tip. G. Foschini, 1963.
- Galileo letterato, in "Mostra di documenti e cimeli galileiani", Firenze, Barbèra, 1964, pp. 70-74.
- Il codice di Filippo Scarlatti (Firenze, Biblioteca Venturi Ginori Lisci, 3), in “Studi di filologia italiana”, XXII (1964), pp.  363-580.
- Le varie redazioni della ballata “contro a le nuove foggie”, ivi ma XXIII (1965), pp. 225-250.
- Simone Serdini da Siena detto il Saviozzo, Rime. Edizione critica, Bologna, Commissione per i testi di lingua, 1965.
- Una “bucolica” anonima del primo Cinquecento e il manoscritto della “Mandragola”, in “Giornale storico della letteratura italiana”, CXLIV (1967), pp. 170-233.
- Nuove testimonianze per una “bucolica” del tardo Quattrocento, ivi ma CXLV (1968), pp. 161-187.
- La critica letteraria negli “Studi di filologia italiana”, in Critica e storia letteraria (miscellanea in onore di Mario Fubini), Padova, Liviana, 1970, II, pp. 46-54.
- Cultura e letteratura delle origini, in La letteratura italiana. Storia e testi, 1, I, Bari, Laterza, 1970, pp. 1-168.
- Il “milanese” Stendhal e le polemiche linguistiche del primo Ottocento in Italia, in “Atti dell'Accademia delle Scienze dell'Istituto di Bologna”, classe di Scienze morali, Mem. LXVII (1972-73), pp. 3-51.
- Preliminari all'edizione dei “Trionfi”, in Il Petrarca ad Arquà, Padova, Antenore, 1975, pp. 199-240.
- Francesco Guicciardini, Ricordi. Introduzione, note e commenti, Milano, Garzanti, 1975 (e 1984, terza ed. accresciuta).
- Un ignoto manoscritto quattrocentesco dell'Appennino tosco-romagnolo, in Studi filologici, letterari e storici in memoria di G. Favati, II, Padova, Antenore, 1977, pp. 477-491.
- Dante Alighieri, Inferno, a cura di E. P. e A. E. Quaglio, Milano, Garzanti, 1980.
- La letteratura didattica e la poesia popolare del duecento, Bari-Roma, Laterza, 1981.
- Dante Alighieri, Purgatorio, a cura di E. P. e A. E. Quaglio, Milano, Garzanti, 1982.
- Artigianato letterario: fra i “minori” del “secolo senza poesia”, in Il “minore” nella storiografia letteraria, Ravenna, Longo, 1984, pp. 219-236.
- Dante Alighieri, Paradiso, a cura di E. P. e A.E. Quaglio, Milano, Garzanti, 1986.
- Dante Alighieri, La Divina Commedia. Introduzione al poema, commento e letture di E. P. e A. E. Quaglio, Milano, Garzanti, 1988.
- Guida allo studio della letteratura italiana, a cura di E. Pasquini, seconda ed. accresciuta e aggiornata, Bologna, Il Mulino, 1989.
- La memoria culturale nella poesia di Eugenio Montale, Modena, Mucchi, 1991.
- Le botteghe della poesia. Studi sul Tre-Quattrocento italiano, Bologna, Il Mulino, 1991.
- Intertestualità e intratestualità nella “Commedia” dantesca - La tradizione del Novecento poetico. Appunti dalle lezioni del corso monografico 1992-93, Bologna, C.U.S.L., 1993.
- Dante e i “prefazi del vero” (23 gennaio 1999), in “Atti della Accademia delle Scienze dell'Istituto di Bologna”, Classe di Scienze morali, Rendiconti, a. a. 1994-95, 1996-97, 1997-98, 1998-99, Bologna, 2000, pp. 31-40.
- Giacomo Leopardi, Appunti e Ricordi. Introduzione e testo a cura di Emilio Pasquini. Commento a cura di Paolo Rota, Roma, Carocci, 2000.
- Ottocento letterario. Dalla periferia al centro, Roma, Carocci, 2001.
- Critica e filologia nell'esegesi dantesca fra Otto e Novecento, in ”Per correr miglior acque”. Bilanci e prospettive degli studi danteschi alle soglie del nuovo millennio, Atti del Convegno di Verona-Ravenna, 25-29 ottobre 1999, Roma, Salerno ed., 2001, tomo I, pp. 671-699.
- Le “Prose della volgar lingua” e il linguaggio poetico di Dante, in ”Prose della volgar lingua” di Pietro Bembo (“Quaderni di Acme”, 46), a cura di S. Morgana, M. Piotti, M. Prada, Milano, Cisalpino, 2001, pp. 139-156.
- Realismo e immaginario nel laudario, in Iacopone da Todi (“Atti del XXXVII Convegno storico internazionale”, Todi, 8-11 ottobre 2000), Spoleto, Centro italiano di studi sull'alto medioevo, 2001, pp. 233-242.
- Dante e le figure del vero. La fabbrica della “Commedia”, Milano, Bruno Mondadori, 2001.
- Vita di Dante: i giorni e le opere, Milano, Rizzoli, 2006.
- Nell'officina dei «Triumphi». Petrarca fra il Tempo e l'Eternità, in "Studi di letteratura italiana per Vitilio Masiello", a cura di P. Guaragnella e M. Santagata, Bari, Latertza, 2006, I, pp. 165-182.
- Francesco Petrarca, Opere italiane. Ms. Casanatense 924. Commento di E. P. e Paola Vecchi Galli con un saggio di Carl Appel, Modena, Cosimo Panini, 2006 (ma uscito nel febbraio 2007).
- Il Dante del Petrarca e quello del Boccaccio, in “Ravenna Studi e ricerche”, XII (2005), fascicoli 1-2 (gennaio-dicembre; ma uscito nel maggio 2007), pp. 69-80.
- Filologia petrarchesca fra Otto e Novecento: i “Triumphi” in "La filologia petrarchesca nell'800 e ‘900" (Atti dei convegni lincei, 231), Roma, Bardi, 2006 (ma uscito nel luglio 2007), pp. 175-200.
- Dante's Repentance, canto XXXI, Lectura Dantis Purgatorio, edited by A. Mandelbaum, A. Oldcorn, Ch. Ross, Berkeley-LosAngeles-London, University of California Press, 2008, pp. 353-359.
- Prefazione a Dante, la Lunigiana e i Malaspina, Atti del Convegno di Pontremoli (2006), nei “Dante Studies” with the Annual Report of the Dante Society, CXXIV (2006, ma uscito nel gennaio 2009), pp. 1-6.
- Dante and the ‘Prefaces of Truth’: from ‘figure’ to ‘completion’ e Medieval Polarities: Dantism und Petrarchism, in Dante in Oxford. The Paget Toynbee Lectures, edited by T. Kay, M. McLaughlin and M. Zaccarello, Legenda, 2011, pp. 160-166 e 167-179.
- Fra Due e Quattrocento. Cronotopi letterari in Italia, Roma, Franco Angeli Editore, 2013
- Il viaggio di Dante. Storia della Commedia,  Carocci Editore, 2016